# Britt Synnøve Johansen
Britt Synnøve Johansen (Haugesund, 23 giugno 1970) è una cantante norvegese.

## Carriera
Ha iniziato a cantare in un coro per 7 anni. Successivamente ha partecipato a un talent show dove è arrivata finalista. Nel 1989 vinse il Melodi Grand Prix con la canzone Venners nærhet.
Nonostante finisse al 17º posto all'Eurovision Song Contest, continuò cantare lo stesso.
Ha partecipato a diversi spettacoli, in particolare presso il Teatro Rogaland.
Nel 2001, Synnøve ha cantato le canzoni di Edith Piaf a Parigi e apparse in molti spettacoli dove aveva davanti circa 15.000 spettatori. Tra il 2003 e il 2004 era nei panni di Eponine nel musical Les Misérables, a Bømlo nella contea di Vestland.
Nel 2010 ha pubblicato un album di tango norvegese, intitolato "Sky meg med tre roser", prodotto da Janove Ottesen e da Kaizers Orchestra.
È sposata con Jan Zahl, fratello di Geir Zahl dove suona per la Kaizers Orchestra.

## Discografia
- God morgen - 1990
- Mot himmlen i Paris – Piaf på norsk- 2002
- Skyt meg med tre roser - 2010